# ОШ „Скадарлија” Београд
ОШ „Скадарлија” једна је од основних школа у Београду. Основана је 1959. године, а налази се у Француској улици 26, у општини Стари град.

## Опште информације
Школа се налази у најужем центру града, излази на улицу Француску 26 и Скадарску 35. У непосредној близини школе налази се Народни музеј, Педагошки музеј, Музеј Вука и Доситеја, Етнографски музеј, Народно позориште, Позориште „Бошко Буха”, Позориште „Душко Радовић”, Позориште на Теразијама, Битеф театар и многе друге институције и установе културе. За реализацију васпитно-образовних задатака ђака школе користи се Трг републике, Калемегдан, Ботаничка башта Јевремовац, Београдски планетаријум и Скадарлија, боемска четврт по којој је школа добила име.
Школски простор укључујући и двориште школе износи 4122 м2. За школску 2008/2009. годину школска библиотека, зборница, канецларије, продужени боравак, трепзарија и кафе кухиња опремљени су новим намешајем. У оквори школе налази се 14 кабинета, фискултурна и свечана сала, трпезарија са кухињом, две галерије, Музеј дечјег ликовног стваралашта и три мања дворишта. Школска химна зове се Душа града.

## Историјат
Школа је основана 1959. године, а данашње име добила је почетком школске 1993/1994. године. На почетку свог рада звала се ОШ „Ђуро Ђаковић”, по револуционару, организационом секретару Централног комитета КП Југославије, борцу радничке класе Југославије и жртви  белог терора. Први директор школе била је Јела Бојанић, а у првој генерацији ђака уписало се 150 ученика у 4 одељења. Остали ученици од другог до седмог разреда прешли су у ову из суседних школа. Ученици осмог разреда на почетку рада ОШ „Скадарлија” нису преузети из других школа, због педагошких разлога, па се може рећи да је прва школска година 1959/60. била седморазредна. Тадашњи број уписаних ученика био је 1267, а он се убрзо повећао на 1517 због проширења школског подручја. Међутим, отварање нових школа у непосредном окружењу довело је до смањења броја ђака. У школској 1964/65. години уписано је 903 ученика, који су разврстани у 27 одељења.
Године 2015. одрађена је реконструкција школског дворишта и спортског терена у школи.
| Школска година | Број ученика | Број одељења |
| -------------- | ------------ | ------------ |
| 1959/1960.     | 1267         | 35           |
| 1960/1961.     | 1517         | 41           |
| 1961/1962.     | 1507         | 32           |
| 1962/1963.     | 972          | 30           |
| 1963/1964.     | 959          | 29           |
| 1964/1965.     | 903          | 27           |
| 1994/1995.     | 757          | 28           |
| 1995/1996.     | 728          | 27           |
| 1996/1997.     | 684          | 26           |
| 1997/1998.     | 588          | 24           |
| 1998/1999.     | 560          | 23           |
| 1999/2000.     | 509          | 22           |
| 2000/2001.     | 466          | 21           |
| 2001/2002.     | 470          | 21           |
| 2002/2003.     | 462          | 20           |
| 2003/2004.     | 470          | 20           |
| 2004/2005.     | 462          | 20           |
| 2005/2006.     | 469          | 21           |
| 2006/2007.     | 458          | 21           |
| 2007/2008.     | 469          | 22           |
| 2008/2009.     | 473          | 22           |

## Директори и познати ђаци

### Директори
- Јела Бојанић (1959—1963)
- Љубица Поповић (1964—1973), в. д. 1972—1973
- Драгутин Богосављевић (1973—1977), в. д. 1973—1974
- Милорад Петровцић, в. д. 1977—1978
- Драгиња Чупић (1978—1981)
- Викторија Павловић, в. д. 1981—1982
- Милорад Петровић (фебруар-септембар 1982.)
- Викторија Павловић, в. д. 1982—1983
- Слободан Тодоровић (1983—2001)
- Анђелко Кунарац (од 2001 до септембра 2013.)
- Мирјана Слобода (2013—данас)

### Познати бивши ђаци
- Адријана Павић (Аја Јунг), балерина
- Александар Галић, кошаркаш
- Александар Љубић, лекар специјалиста гинекологије, проф. Медицинског факултета
- Александра Јоксимовић, заменица министра иностраних послова у Влади од 2000−2004.
- Вукша Величковић, писац
- Драган Малешевић Тапи, сликар
- Игор Полуга, хокејаш
- Ирена Ристић, позоришна редитељка
- Катарина Ребрача, манекенка
- Марија Митровић Јокић, спикер-водитељ
- Матеја Маринковић, виолончелиста
- Ненад Ненадовић, глумац
- Никола Божовић, сликар
- Огњен Радивојевић, музичар
- Реља Лукић, виолиниста
- Сандра Корошец, лекарка специјалиста кардиологије у Швајцарској
- Саша Драгић, музички продуцент
- Селена Трајковић, истраживачица у биомедицини
- Симонида Кордић, новинарка
- Слободан Хомен, политичар и адвокат
- Стеван Бодрожа, редитељ
- Урош Пипер, новинар
- Чарна Манојловић, редитељка